# Jan Dziduch
Jan Dziduch (ur. 23 listopada 1893 w Soli, zm. 5 maja 1945 w Bergen-Belsen) – rolnik, działacz chłopski, poseł na Sejm I, II i III kadencji w latach 1922-1935. Zrzeszony w Chłopskim Stronnictwie Radykalnym, którego to stronnictwa był najpierw wiceprezesem, a od 31 stycznia 1926 r. prezesem (po usunięciu z szeregów stronnictwa ks. Okonia).
Dwukrotnie odznaczony rosyjskim Orderem św. Jerzego.